# جيم كيلي (سياسي)
جيم كيلي (بالإنجليزية: Jim Kelly)‏ هو سياسي أمريكي، ولد في 8 أغسطس 1947 في إنديبيندنس في الولايات المتحدة. حزبياً، نشط في الحزب الجمهوري. وقد انتخب عضو مجلس نواب كنساس.